# سانگ‌کیو لی
سانگ‌کیو لی (به انگلیسی: Sang-Kyu Lee) کشتی گیر کشور کره جنوبی است.از افتخارات این کشتی گیر می توان به کسب مدال برنز بازی‌های آسیایی ۲۰۱۴ اشاره کرد.